# Justicia artificial
Justicia artificial es una película hispano-portuguesa de ciencia ficción y thriller político de 2024, dirigida por Simón Casal de Miguel, quien también la coescribió junto a Víctor Sierra. Está protagonizada por Verónica Echegui, Tamar Novas, Alba Galocha y Alberto Ammann. Tuvo su estreno mundial en el HSBC Spanish Film Festival el 11 de junio de 2024, y luego se estrenó en cines españoles el 13 de septiembre de 2024, con distribución de A Contracorriente Films.

## Trama
En 2028, en España, un sistema de inteligencia artificial llamada THENTE 1 sirve de ayuda para los jueces. Sin embargo, el gobierno convoca un referéndum para que dicha inteligencia artificial se implante completamente en la Administración de Justicia, sustituyendo de hecho a los jueces, para automatizar y despolitizar la justicia. Carmen Costa, una reconocida jueza, es invitada a trabajar en el desarrollo del proyecto, pero la repentina desaparición de Alicia Kóvack, creadora del sistema, provoca una gran desconfianza en ella, hasta el punto de entender que está descubriendo la punta del iceberg de una conspiración que pretende controlar, desde la justicia, a todo un país.

## Reparto
- Verónica Echegui como la jueza Carmen Costa
- Tamar Novas como Brais
- Alba Galocha como Alicia Kóvack
- Alberto Ammann como Alex
- Lúcia Moniz como Sofía
- Afonso Pimentel como Jesús
- Paula Morado como Manuela
- Santi Prego como Goitia

## Producción
En 2022, el director Simón Casal de Miguel realizó un documental titulado Artificial Justice(subtitulado Justice in times of digital colonialism), a partir de un guion coescrito con el filósofo Miguel Penas, quien venía investigando sobre los límites de la inteligencia artificial. Emitido en el programa Documentos TV de La 2,además de en Al Jazeera, RTP2, Sky Digi Taiwan VOD y Axess TV Sweden, Artificial Justice fue asimismo seleccionado en las ediciones de 2022 del Festival de Cine Científico del Goethe Institut y en el Festival Internacional de Cine sobre IA de Salt Lake City (Utah, EEUU), ganando en este último el Premio al Mejor Largometraje Documental y el Premio al Mejor Director de Largometraje Documental.
Dicho documental nació a su vez de un guion para un largometraje de ficción que Casal comenzó a escribir en 2021. Finalmente, el rodaje de la película nacida de dicho guion original comenzó el 24 de octubre de 2022, con Verónica Echegui, Alberto Ammann, Tamar Novas y Alba Galocha como protagonistas. El rodaje de la cinta tuvo lugar íntegramente en Galicia, principalmente en La Coruña, además de en otras localizaciones como Ferrol, Puenteceso, Monfero, Irijoa, Cambre, Laracha, Oleiros y el Parador de la Costa de la Muerte en Mugía. En diciembre de 2022, se anunció que el rodaje de la película había concluido.
El presupuesto de Justicia artificial es de 2.5 millones, incluyendo 1 millón de euros procedente de las ayudas generales del ICAA.

## Lanzamiento y marketing
El estreno mundial de Justicia artificial tuvo lugar en el HSBC Spanish Film Festival en Australia el 11 de junio de 2024. El 28 de mayo de 2024, A Contracorriente Films lanzó el póster de Justicia artificial y programó su estreno para el 13 de septiembre de 2024. El 20 de junio de 2024, A Contracorriente Films lanzó el teaser tráiler de la película. El 22 de julio de 2024, el tráiler final de la película fue lanzado.

## Veease también
- Inteligencia artificial
- Poder judicial
- Sistema experto
- Poder judicial de España
- Juez